# Lampaul-Ploudalmézeau

Lampaul-Ploudalmézeau este o comună în departamentul Finistère, Franța. În 1 ianuarie 2022 avea o populație de 815 de locuitori.